# Макдоналд, Пол
Кри́стофер Пол Макдо́налд (англ. Christopher Paul MacDonald; 8 января 1960, Окленд) — новозеландский гребец-байдарочник, выступал за сборную Новой Зеландии в середине 1980-х — начале 1990-х годов. Трёхкратный олимпийский чемпион, трижды чемпион мира, победитель многих регат национального и международного значения.

## Биография
Пол Макдоналд родился 8 января 1960 года в Окленде.
Первого серьёзного успеха на взрослом международном уровне добился в 1982 году, когда попал в основной состав новозеландской национальной сборной и побывал на чемпионате мира в югославском Белграде, откуда привёз награду серебряного достоинства, выигранную в байдарках-двойках на пятистах метрах.
Благодаря череде удачных выступлений удостоился права защищать честь страны на летних Олимпийских играх 1984 года в Лос-Анджелесе, где завоевал две золотые медали: в двойках на пятистах метрах в паре с Иэном Фергюсоном и на тысяче метрах в составе четырёхместного экипажа, куда помимо него и Фергюсона вошли также гребцы Грант Брэмуэлл и Алан Томпсон. При всём при том, страны социалистического лагеря по политическим причинам бойкотировали эти соревнования, и многих сильнейших спортсменов из ГДР, Восточной Европы и СССР здесь попросту не было.
На чемпионате мира 1985 года в бельгийском Мехелене Макдоналд выиграл золотую медаль в программе двухместных байдарок на полукилометровой дистанции. Два года спустя на мировом первенстве в немецком Дуйсбурге взял серебро в этой дисциплине и, кроме того, получил золото в двойках на километре и в одиночках на пятистах метрах. Прошёл отбор на Олимпиаду 1988 года в Сеуле, на сей раз они с Фергюсоном завоевали золотую награду на пятистах метрах, тогда как на тысяче стали серебряными призёрами, уступив американскому экипажу Грега Бартона и Нормана Беллингема. Помимо этого Макдоналд соревновался и в одиночках на пятистах метрах, выиграв бронзовую медаль. За эти выдающиеся достижения по итогам сезона был признан кавалером ордена Британской империи.
После двух олимпиад Макдоналд остался в основном составе новозеландской национальной сборной и продолжил принимать участие в крупнейших международных регатах. Так, 1990 году он побывал на чемпионате мира в польской Познани, откуда привёз награду серебряного достоинства, полученную в двойках на десяти километрах. Позже отправился на Олимпийские игры 1992 года в Барселоне, где, тем не менее, попасть в число призёров не смог, в паре с тем же Фергюсоном они показали восьмой результат на тысяче метрах, тогда как на пятистах добрались только до стадии полуфиналов. Вскоре после этой неудачи Пол Макдоналд принял решение завершить карьеру профессионального спортсмена, уступив место в сборной молодым новозеландским гребцам.
Кроме гребли Макдоналд также неоднократно участвовал в соревнованиях береговых спасателей, в частности в 1985 году был капитаном национальной команды Новой Зеландии по этому виду спорта. В поздние годы принимал участие в соревнованиях по гребле на лодках класса «дракон».